# Rzuców
Rzuców (prononciation : [ˈʐut͡suf]) est un village polonais de la gmina de Borkowice dans le powiat de Przysucha de la voïvodie de Mazovie dans le centre-est de la Pologne.
Il se situe à environ 7 kilomètres au sud-est de Borkowice (siège de la gmina), 14 kilomètres au sud-est de Przysucha (siège du powiat) et à 105 kilomètres au sud de Varsovie (capitale de la Pologne).

## Histoire
De 1975 à 1998, le village appartenait administrativement à la voïvodie de Radom.